# 卵円孔

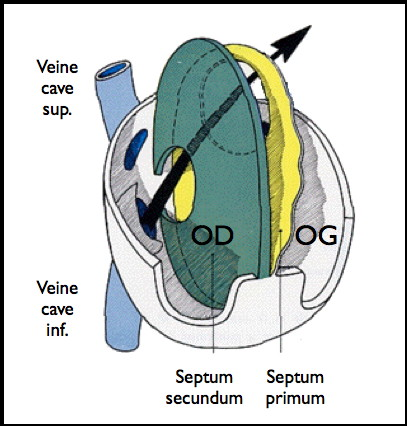
胎児の心房

卵円孔（らんえんこう）とは、胎児期の心臓にある右心房と左心房をつなぐ孔のこと。出生後は卵円窩として痕跡を残す。

## 発生
胎生4週に共通心房に中隔が生じる。まず一次中隔が上壁から伸びていくが、一次中隔による閉鎖が完了する前に、上部が細胞死をおこし、二次孔という穴が残る。その後、一次中隔の右横から二次中隔が発生する。二次孔は二次中隔により塞がれるが、二次中隔にも穴が残り、これが卵円孔となる。卵円孔の左側には一次中隔があり、これは卵円孔弁となる。

## 役割
胎生期は肺循環がないため、右心房と左心房をつなぐシャントとして働く。

## 出生後
出生後は、肺循環が始まり動脈管が閉鎖すると左心房圧が高まり右心房圧が低下するため、出生後に最初にする一息で卵円孔弁が卵円孔に押し付けられ、一次中隔、二次中隔が癒合して卵円孔は閉じる。完全に閉鎖するには2～3日かかるため、その赤ちゃん本人が泣くたびに弁が開き新生児チアノーゼの原因になる。卵円孔の痕跡は卵円窩として残る。

## 卵円孔開存
卵円孔開存（Patent Foramen Ovale: PFO）は10-20%の人に見られ、上記の卵円孔弁が押し付けられるようになっても癒合が起きずに弁のまま残存する状態をいう。
弁状構造により、右房圧を上回る左房圧で閉鎖されているので、血流は無いかあってもごくわずかのため病気として問題になることは基本的にない。ただし、まれに何らかの拍子で右心系の圧力が上がった際に弁が開き、右心系から左心系に血栓が流入して脳梗塞を起こした事例がある、心房中隔欠損と混同されることがあるが全く別の状態である。

## 疾患
- 卵円孔早期閉鎖 - 卵円孔が胎生期に閉鎖することがあり、早期閉鎖の場合は左心低形成症候群を生じることがある[4]。